# Pogost
Le pogost est un mot russe : пого́ст, pouvant désigner :
- sur le plan religieux, une paroisse, des constructions autour d'une église ou un cimetière paroissial[1];
- sur le plan défensif, un enclos paroissial ou une motte castrale ;
- sur le plan civil, une entité administrative en Russie, un centre de peuplement[2].

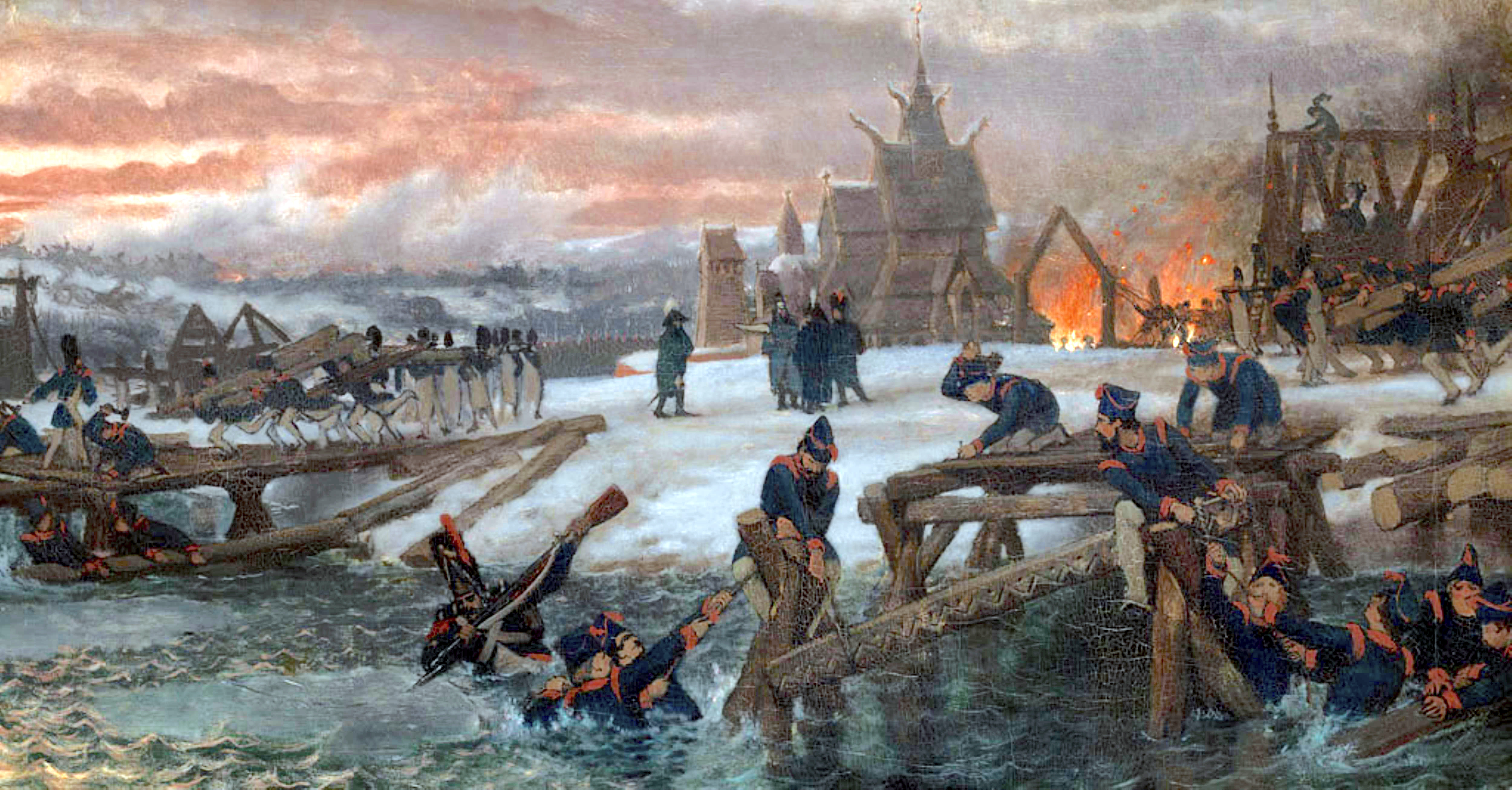
Pogost de Stoudienka sur la rivière Bérézina, près de Baryssaw dans l'actuelle Biélorussie (ici incendié et démantelé par les pontonniers de l'armée française du général Eblé en 1812).

## Étymologie
Le linguiste Max Vasmer donne l'étymologie indo-européenne gost, commune au mot français hôte, à l'anglais host, à l'allemand Gast, au scandinave gjest et au russe gosti d'où le verbe gostit - « rendre visite » et le substantif gostinitsa - « auberge », et aujourd'hui « hôtel ». Par métonymie, ces mots désignèrent aussi une division administrative et territoriale (paroisse) et les églises en bois, en Scandinavie (pagjest), en Finlande, en Lettonie (pagasts) et en Russie.

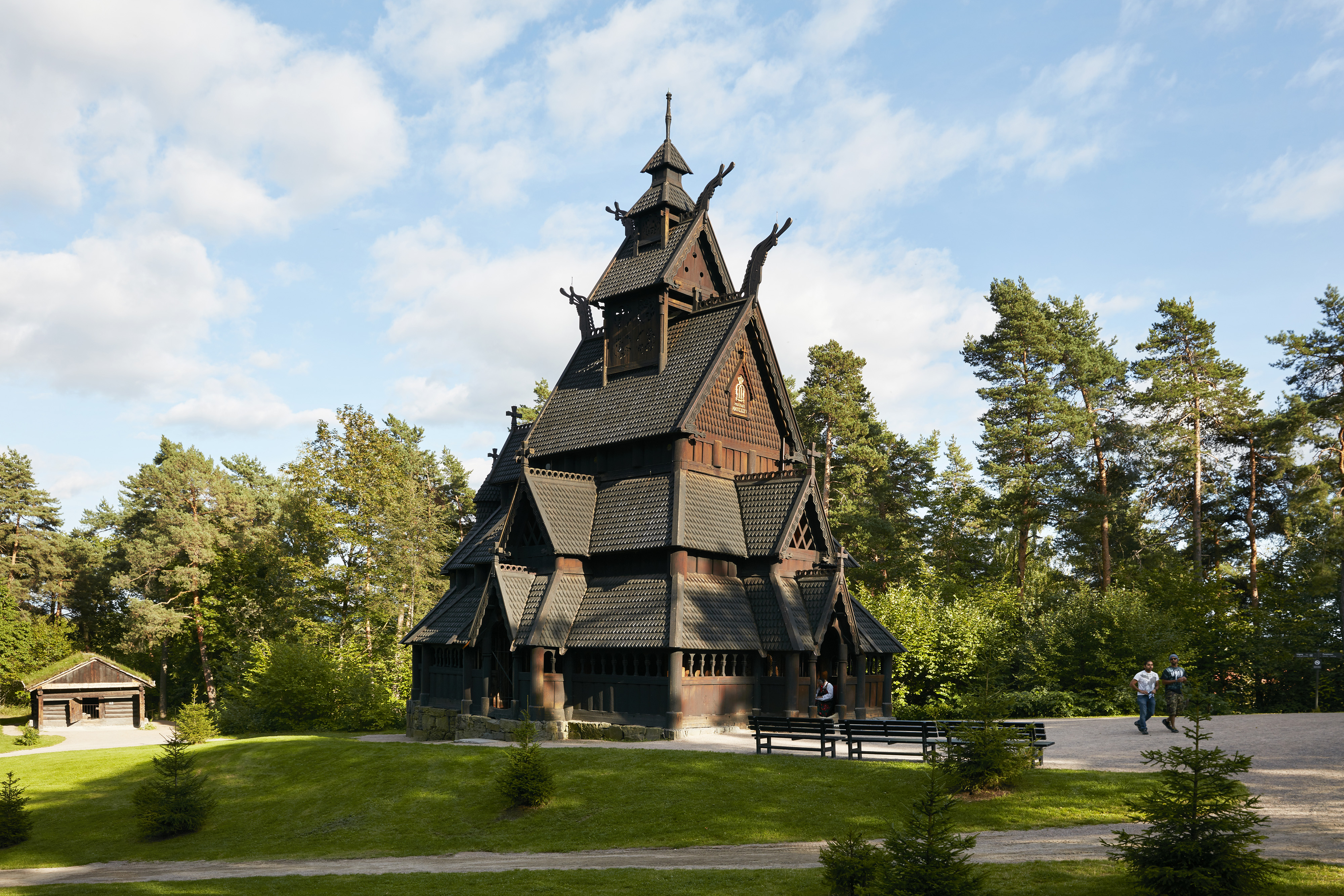
Pagjest de Gol à Oslo en Norvège

## Histoire

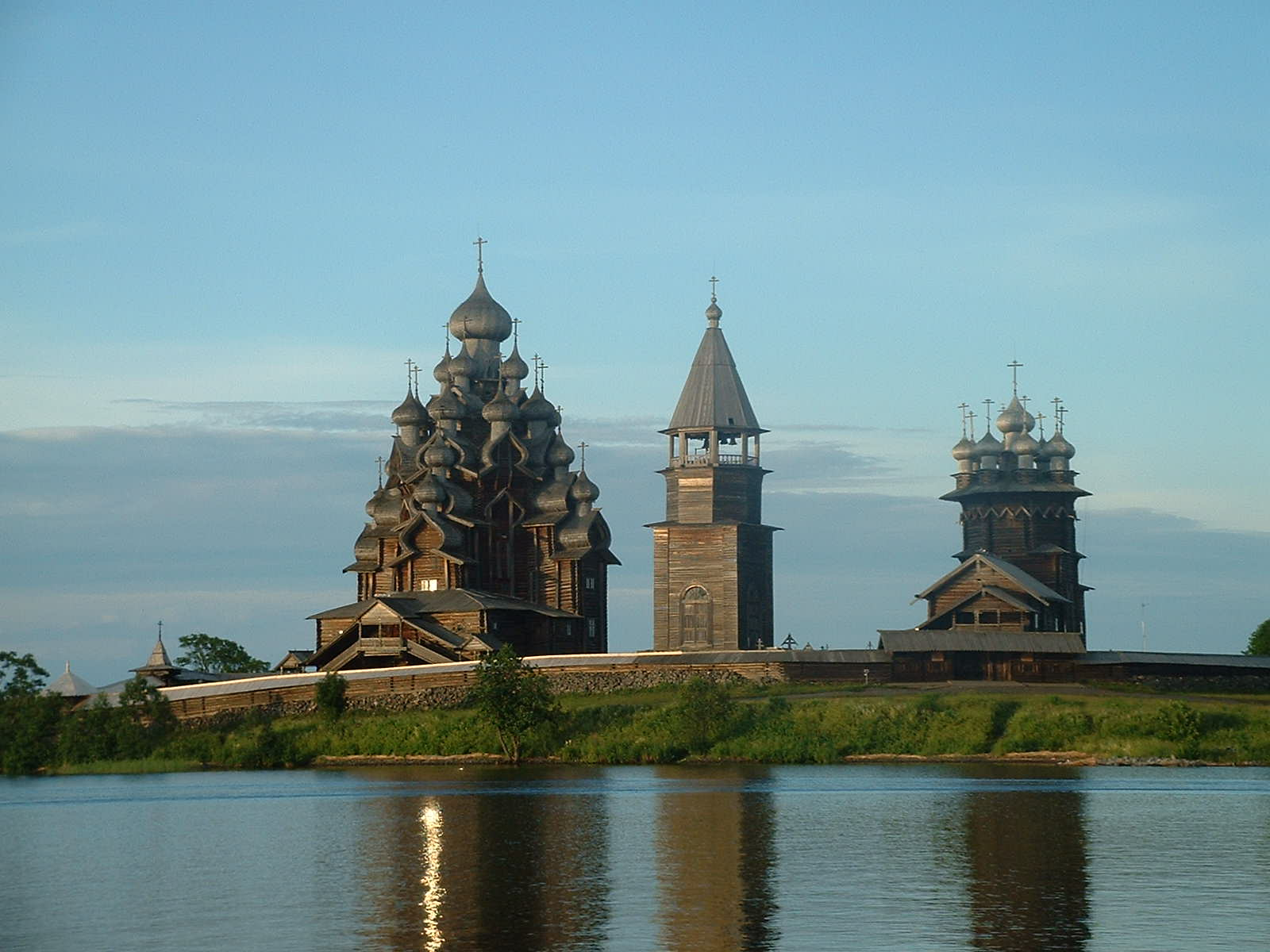
Pogost de Kiji en Russie

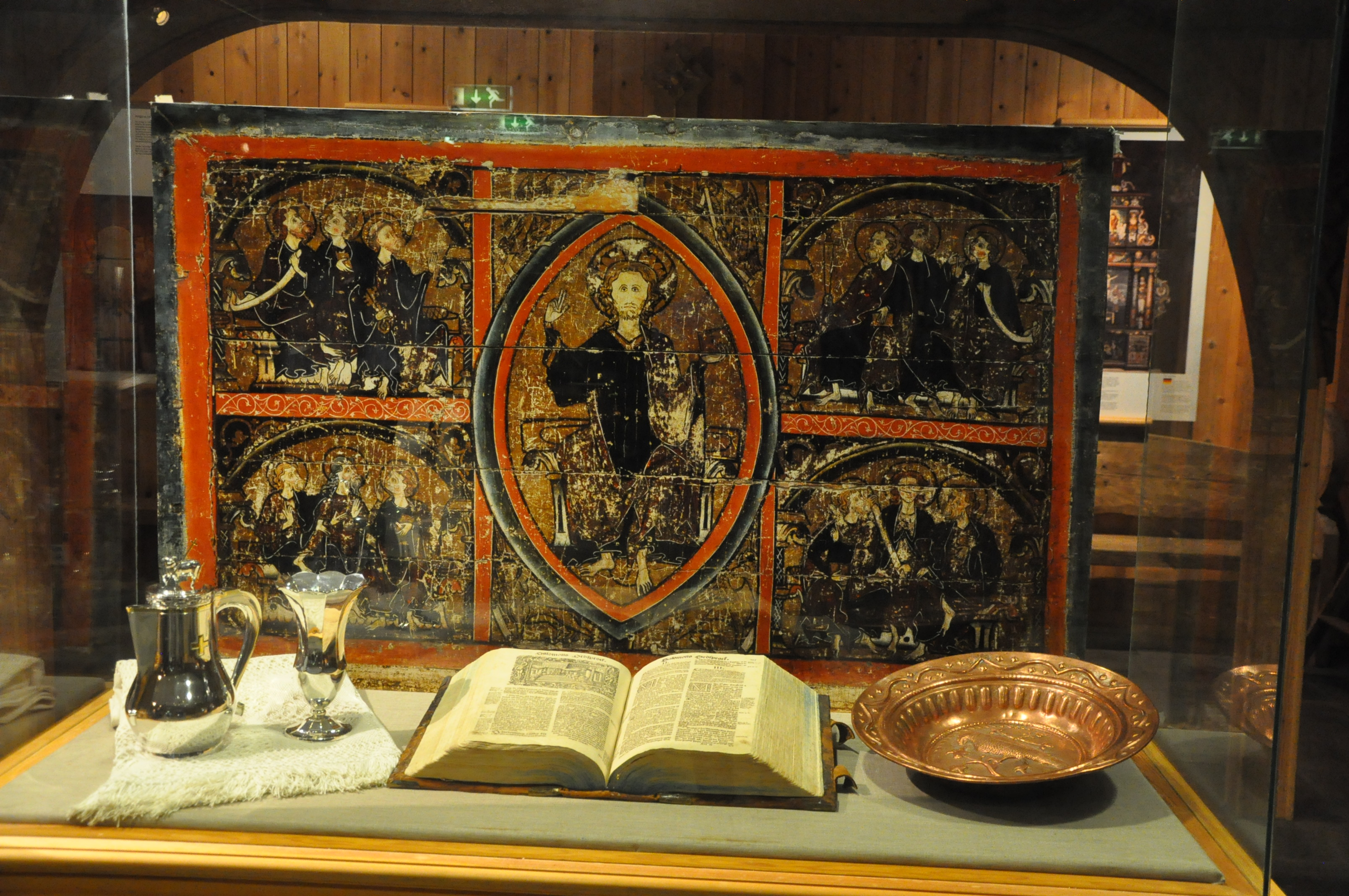
Icône scandinave du pagjest de Heddal en Norvège

Avant le Xe siècle, le pagjest scandinave, le pagast balte et le pogost russe étaient des sanctuaires des dieux scandinaves, baltes ou bien slaves, où se tenaient des cérémonies communes aux habitants et s'organisaient des marchés ; ils ont ultérieurement évolué en paroisses chrétiennes, où se dresse une église en bois entourée d'un cimetière, comme dans le cas des pogosts religieux de Kiji en Russie ou de Stoudienka en Biélorussie. La première division administrative et territoriale en Russie kiévienne a été établie par Olga de Kiev, qui divisa les terres de Novgorod en pogosts et établit pour chacun des taxes. Le pogost est associé à l'idée d'une étape sur la route du prince et de sa suite lors de la perception des impôts, une sorte d'auberge. Dans la vie laïque, le pogost est le lieu où se forme un peuplement, centre d'une division territoriale, conservée en Russie du Nord jusqu'en 1775, puis abandonnée officiellement.
Dans le centre de la Russie au XVIIIe siècle — XIXe siècle le mot pogost désigne un petit village avec son cimetière et son église, le presbytère et parfois des chambres d'hôte. Quand des maisons d'artisans ou de paysans s'y joignent, le pogost devient un selo (село : « village » en russe). L'historien Louis Réau cite aussi marché parmi les significations, outre cimetière et église. 
Au début du XVIIIe siècle le mot pogost est encore utilisé pour désigner un hameau, une chapelle, un cimetière.